# Karl Schiller (läkare)
Karl August Schiller, född 1 juli 1861 i Lindbergs socken, Hallands län, död 1 juli 1952 i Falköpings stadsförsamling, Skaraborgs län, var en svensk läkare och kynolog.
Karl Schiller var son till prosten Svenning Andersson Schiller och bror till Per Schiller samt far till Harald Schiller. Efter mogenhetsexamen i Göteborg 1880 blev han 1886 medicine kandidat och 1890 medicine licentiat vid Uppsala universitet. Han hade läkarförordnanden bland annat i Göteborg, Lidköping och Stockholm samt var andre läkare på kirurgiska avdelningen vid Allmänna och Sahlgrenska sjukhuset i Göteborg 1891–1896. Därvid var han under flera perioder tillförordnad överläkare vid avdelningen. 1896 blev han tillförordnad lasarettsläkare i Falköping, där han 1899–1928 var läkare vid länslasarettet; samtidigt var han läkare vid Mössebergs vattenkuranstalt invid Falköping. Han var ledamot av stadsfullmäktige i Falköpings stad 1897–1899 och av Skaraborgs läns landsting 1898–1900. Han skrev en del uppsatser i kirurgi. Schiller gjorde sig känd som framgångsrik hunduppfödare, där han fortsatte brodern Per Schillers uppfödning av schillerstövare och förde fram en pointer med kennelnamnet "Flying". Han var prisdomare för pointer och schillerstövare i Svenska kennelklubben, där han var hedersledamot från 1935.